# Phyllorhinichthys
Phyllorhinichthys es un género de peces de la familia Oneirodidae, del orden Lophiiformes. Este género marino fue descrito científicamente en 1969 por Theodore Wells Pietsch III.

## Especies
Especies reconocidas del género:
- Phyllorhinichthys balushkini Pietsch, 2004
- Phyllorhinichthys micractis Pietsch, 1969